# Kalle Anttila
Kalle Anttila, né le 30 août 1887 à Muhos et mort le 1er janvier 1975 à Helsinki, est un lutteur finlandais.

## Palmarès
- Jeux olympiques de 1920 à Anvers (Belgique)
  -  Médaille d'or dans la catégorie poids légers en lutte libre.
- Jeux olympiques d'été de 1924 à Paris (France)
  -  Médaille d'or dans la catégorie poids plumes en lutte gréco-romaine.